# Agrilus kormilevi
Agrilus kormilevi é uma espécie de inseto do género Agrilus, família Buprestidae, ordem Coleoptera.
Foi descrita cientificamente por Bílý, 1975.